# Tschechoslowakische Fußballmeisterschaft
Die Tschechoslowakische Meisterschaft (slowakisch 1. futbalová liga; tschechisch 1. fotbalová liga) war von 1925 bis 1993 die höchste Spielklasse im Fußball der Tschechoslowakei. Als sich zum Jahreswechsel 1993 der gemeinsame Staat auflöste, spielten die Vereine die Saison 1992/93 zu Ende. Danach wurden in beiden Ländern getrennte Spielklassen eingerichtet. Letzter gemeinsamer Meister der Tschechoslowakei wurde Sparta Prag.

## Geschichte
Als am 28. Oktober 1918 der gemeinsame tschechoslowakische Staat ausgerufen wurde, hatte der Fußball im Norden des Landes (Böhmen und Mähren) schon lange Fuß gefasst, insbesondere die Prager Vereine waren bereits zu internationaler Klasse gereift. 1925 war der Profifußball eingeführt worden, neben der Meisterschaft für diese Vereine gab es auch noch eine Meisterschaft für die Amateurvereine. Da der Fußball in der Slowakei weniger bekannt war, dauerte es bis 1930/31 ehe eine landesweite Liga eingerichtet wurde.
Von 1939 bis 1945 fanden durch den deutschen Einmarsch und der damit verbundenen Spaltung getrennte Meisterschaften in Böhmen und Mähren, sowie in der Slowakei statt. 1945 wurde die bekannte gemeinsame Liga wieder eingeführt. Drei Jahre später wurden sämtliche Traditionsvereine aufgelöst oder erhielten andere Namen, wie z. B. Sokol oder Závodi Sokol Jednota. Die Saison 1948 fand von August bis Dezember statt und wurde nach 13 Spielen ohne offiziellen Meister beendet.
Nach der Auflösung der Tschechoslowakei spielten die Vereine ab der Saison 1993/94 in der tschechischen bzw. slowakischen Liga.

## Gewinner der Tschechoslowakischen Meisterschaft
| Středočeská župa - 1918 Slavia Prag (inoffiziell) Mistrovství ČSF - 1919 Sparta Prag (inoffiziell) Středočeská župa - 1920 Sparta Prag (inoffiziell) - 1921 Sparta Prag (inoffiziell) Mistrovství ČSSF - 1922 Sparta Prag (inoffiziell) Středočeská župa - 1923 Sparta Prag (inoffiziell) - 1924 Slavia Prag (inoffiziell) Asociační Liga - 1925 Slavia Prag Středočeská 1. Liga - 1925/26 Sparta Prag Kvalifikační soutež Středočeské 1. Ligy - 1927 Sparta Prag Středočeská Liga - 1927/28 Viktoria Žižkov - 1928/29 Slavia Prag Asociační Liga - 1929/30 Slavia Prag - 1930/31 Slavia Prag - 1931/32 Sparta Prag - 1932/33 Slavia Prag - 1933/34 Slavia Prag Státni Liga - 1934/35 Slavia Prag - 1935/36 Sparta Prag - 1936/37 Slavia Prag - 1937/38 Sparta Prag - 1938/39 Sparta Prag Státni Liga - 1945/46 Sparta Prag - 1946/47 Slavia Prag - 1947/48 Sparta Prag - 1948 Slavia Prag (inoffiziell) Celostátní mistrovství - 1949 NV Bratislava - 1950 NV Bratislava | Mistrovství republiky - 1951 NV Bratislava - 1952 ČKD Sokolovo Prag Přebor republiky - 1953 ÚDA Prag - 1954 Spartak Praha Sokolovo - 1955 Slovan Bratislava 1. Liga - 1956 Dukla Prag - 1957/58 Dukla Prag - 1958/59 Čh Bratislava 1 - 1959/60 Spartak Hradec Králové - 1960/61 Dukla Prag - 1961/62 Dukla Prag - 1962/63 Dukla Prag - 1963/64 Dukla Prag - 1964/65 Sparta Prag - 1965/66 Dukla Prag - 1966/67 Sparta Prag - 1967/68 Spartak Trnava - 1968/69 Spartak Trnava - 1969/70 Slovan Bratislava - 1970/71 Spartak Trnava - 1971/72 Spartak Trnava - 1972/73 Spartak Trnava - 1973/74 Slovan Bratislava - 1974/75 Slovan Bratislava - 1975/76 Baník Ostrava - 1976/77 Dukla Prag - 1977/78 Zbrojovka Brno - 1978/79 Dukla Prag - 1979/80 Baník Ostrava - 1980/81 Baník Ostrava - 1981/82 Dukla Prag - 1982/83 Bohemians Prag - 1983/84 Sparta Prag - 1984/85 Sparta Prag - 1985/86 TJ Vítkovice - 1986/87 Sparta Prag - 1987/88 Sparta Prag - 1988/89 Sparta Prag - 1989/90 Sparta Prag - 1990/91 Sparta Prag - 1991/92 Slovan Bratislava - 1992/93 Sparta Prag |

## Amateurmeisterschaft
Nach Einführung des Professionalismus 1925 wurde bis 1933 auch eine Amateurmeisterschaft ausgetragen.
Titelträger:
- 1925 AFK Union Žižkov
- 1926 SK Židenice
- 1927 1.ČsŠK Bratislava
- 1928 SK Prostějov
- 1929 AFK Kolín
- 1930 1.ČsŠK Bratislava
- 1931 DFC Prag
- 1932 AFK Kolín
- 1933 DFC Prag